# インド・ウラル語族
インド・ウラル語族とは、仮説段階として提案されている語族。

## 概要
デンマークの言語学者・ヴィルヘルム・トムセンによって最初に提案された。
未だに仮説の段階であるが、既存のインド・ヨーロッパ語族とウラル語族を一つにまとめる分類である。両語族は語源が近く、類型論及び形態素に明らかな類似があるものの、異なる点もあるため、異を唱える学説も多い。
インド・ヨーロッパ語族の成立に関する仮説であるクルガン仮説では、印欧語族の原郷である黒海北東岸において、古い時代に北方森林地帯のウラル語族の言語を話していた人々との活発な交流があったことが想定されている。ウラル語族の原郷としてサヤン山脈、さらには遼河地域を想定する見方もあり、両語族の原郷は全く異なると考えられるため、その類似は、同系統を示すものではなく、交流・接触によるものという見方が強い。
インド・ヨーロッパ祖語は、北西コーカサス語族を基層とし、ウラル語族のような北ユーラシアの言語が上層言語として覆いかぶさって成立した混合言語であるという説もある。（ポンティック語族も参照）

## 参考
- 岩波小辞典世界史-東洋-（1958年）など